# Intrusul (serial)
Intrusul, în original İçerde (traducere literală în română: Înăuntru) este un serial de televiziune thriller și de acțiune turcesc produs de Ay Yapım⁠(d). A fost difuzat pentru prima dată pe 19 septembrie 2016 la Show TV⁠(d). A primit recenzii mixte de-a lungul difuzării sale inițiale; cu toate acestea, interpretările ambilor actori principali Çağatay Ulusoy⁠(d) și Aras Bulut İynemli au fost primite cu critici elogioase.
Serialul a fost difuzat în România pe Happy Channel și pe TDC.

## Rezumat
Serialul urmărește povestea a doi frați, Sarp (Çağatay Ulusoy⁠(d)) și Umut Yılmaz (Aras Bulut Iynemli), care s-au despărțit în copilărie și ajung în părțile opuse ale legii.
Tatăl lui Umut și Sarp, Metin, lucrează ca asasin pentru unul dintre cei mai puternici lideri ai mafiei din Istanbul, Celal Duman (Çetin Tekindor⁠(d)). Când Metin este arestat și întemnițat, Celal îl răpește pe Umut, în vârstă de trei ani, pentru a se asigura că Metin nu îl va trăda. Sarp și mama sa Füsun (Nihal Koldaș) nu află niciodată adevărul despre dispariția lui Umut, deoarece Metin moare în închisoare fără să dezvăluie nimic. Amândoi cred că Umut este mort după ce poliția le-a adus tricoul lui pătat de sânge, iar Sarp crește învinuindu-se pentru ceea ce i s-a întâmplat fratelui său și fiind constant bântuit de pierderea lui.
Ani mai târziu, Sarp este expulzat din academia de poliție cu o săptămână înainte de absolvire de către comandantul său, Yusuf Kaya (Mustafa Uğurlu⁠(d)). La ceremonia de absolvire, Sarp îl atacă pe Yusuf și este trimis la închisoare pentru un an. Ulterior, este dezvăluit că Sarp și Yusuf au planificat totul pentru ca Sarp să se infiltreze în grupul lui Celal ca ofițer sub acoperire și să ajute la arestarea lui. Sarp este și mai hotărât să-l doboare pe Celal după ce află că el a fost responsabil de dispariția lui Umut. Lucrurile iau o întorsătură neașteptată când Sarp se îndrăgostește de Melek Yıldız (Bensu Soral⁠(d)), fiica adoptivă și avocatul lui Celal, care, fără să știe el, este prietenă foarte apropiată cu propriul său frate.
Umut, redenumit Mert Karadağ, nu-și amintește nimic despre familia sa și îi este loial lui Celal, crezând că l-a salvat pe el și pe Melek de abuzurile pe care au trebuit să le îndure pe străzi. El devine ofițer de poliție și este acceptat ulterior în echipa lui Yusuf, unde acționează ca spion pentru Celal. După ce se îndrăgostește de Eylem Aydın (Damla Colbay⁠(d)), prietena din copilărie a lui Sarp, loialitatea lui pentru Celal este testată în mod repetat până la punctul în care începe să aibă îndoieli cu privire la acțiunile sale. Mert dezvoltă o relație strânsă cu propria sa mamă, Füsun, și o rivalitate acerbă cu Sarp, neștiind deloc că ei sunt adevărata lui familie.

## Distribuție și personaje
- Çağatay Ulusoy ca Sarp Yılmaz: [3]

Un fost condamnat care devine parte din grupul interior al lui Celal, călcând aparent pe urmele tatălui său. El lucrează, de fapt, ca ofițer sub acoperire pentru comandantul Yusuf Kaya, pentru a-l aresta pe Celal Duman, pe care îl învinovățește pentru închisoarea și moartea tatălui său și pentru dispariția fratelui său mai mic, Umut, fapt care l-a afectat profund. Sarp are un puternic simț al dreptății și este foarte inteligent și abil, reușind să câștige încrederea lui Celal și evitând constant să fie demascat ca polițist. Se îndrăgostește de Melek, fiica lui Celal, și se trezește în repetate rânduri în dezacord cu Mert Karadağ, care este, fără să știe el, fratele lui pierdut, Umut.
- Aras Bulut İynemli ca Mert Karadağ Duman / Umut Yılmaz: [4]

Un ofițer de poliție corupt din echipa lui Yusuf Kaya și inițial un antagonist major, lucrează în secret ca informator pentru Celal Duman. A crescut pe străzi, unde a fost forțat să vândă șervețele și a suferit abuz fizic constant din partea răpitorului său, Coșkun. Nu știe că Celal, bărbatul care l-a adoptat și pe care îl consideră tată, este și cel care a ordonat răpirea lui. Din cauza traumei pe care a suferit-o în copilărie, are încredere în puțini oameni și nu are prieteni în afară de Melek, pe care o iubește ca pe o soră. Cea mai mare dorință a lui este să-și găsească adevărata familie. Mert este foarte încrezător în abilitățile sale până la aroganță și reușește să-l salveze pe Celal din închisoare de mai multe ori în timpul serialului. Se îndrăgostește de Eylem Aydın, prietena din copilărie al lui Sarp, și se apropie de Füsun Yılmaz, adevărata sa mamă; influența celor două femei îl face în cele din urmă să aibă îndoieli serioase cu privire la acțiunile sale.
- Çetin Tekindor ca Celal Duman: [5]

Principalul răufăcător al seriei. Liderul unui grup mafiot puternic din Istanbul. El a reușit întotdeauna să evite închisoarea datorită loialității profunde a oamenilor săi, în ciuda multiplelor crime pe care le-a comis, precum răpirea lui Umut și uciderea mamei lui Melek. Celal este complet lipsit de empatie, inteligent, extrem de manipulator și un mincinos foarte bun, fiind capabil să insufle atât lui Umut cât și fetei, Melek, un devotament profund față de el. El i-a găsit pe cei doi pe străzi și i-a crescut ca fiind ai lui, alături de fiul său biologic, Mustafa. El îl consideră pe Sarp unul dintre cei mai de încredere oameni ai săi și nu știe deloc de-a lungul a aproape întreg serialului că Sarp este, de fapt, un ofițer sub acoperire.
- Mustafa Uğurlu⁠(d) ca Yusuf Kaya: [6]

Un comandant de poliție din Departamentul de Poliție din Istanbul, care urmărește activitatea lui Celal de mulți ani, sperând să-l aresteze. Antipatia intensă a lui Yusuf pentru Celal provine din faptul că Celal l-a folosit încă din tinerețe pentru a se debarasa de unul dintre rivalii mafioți; ca urmare, Yusuf s-a simțit responsabil pentru ascensiunea lui Celal la putere și a devenit hotărât să facă tot ce putea pentru a-l întemnița pe Celal, sacrificându-și chiar și căsătoria în acest proces.
- Nihal Koldaș⁠(d) ca Füsun Yılmaz: [7]

Mama lui Sarp și a lui Umut și fosta soție a lui Metin. A fost ținută în ignoranță cu privire la activitățile soțului ei și l-a părăsit imediat după ce a fost arestat, deoarece se simțea trădată de acțiunile lui și nu dorea ca copiii ei să fie asociați cu un criminal. Ea este profund afectată de dispariția lui Umut și, ulterior, de întemnițarea și afilierea lui Sarp cu Celal. Este o femeie bună, cinstită, cu o antipatie intensă față de Celal, pe care îl învinovățește că i-a stricat fericirea familiei.
- Bensu Soral⁠(d) ca Melek Yıldız Duman: [8]

Avocatul lui Celal și fiica adoptivă. Ea este sora adoptivă și cea mai bună prietenă a lui Mert. Părinții ei au fost uciși când ea era mică, iar ea, ulterior, a fost forțată să locuiască pe străzi sub supravegherea lui Coșkun, unde a cunoscut-o pe Mert, cu care s-a împrietenit. Fără să știe, ea este, de fapt, fiica biologică a lui Celal; el a fost, de asemenea, direct responsabil pentru uciderea mamei ei. Deși este o o persoană care se îmbracă la modă și e considerată foarte frumoasă de toată lumea, nu are prieteni în afară de Mert, toată lumea fiind intimidată de legăturile ei strânse cu grupul lui Celal. Este o persoană grijulie, dar și foarte rapidă în a scuza acțiunile lui Celal, datorită recunoștinței și iubirii pe care le simte pentru el. Ea se îndrăgostește de Sarp fără să-și dea seama că este un ofițer sub acoperire. Cu toate acestea, mai târziu în serie, Melek este ucisă de unul dintre oamenii lui Kudret, ca o modalitate de a-l salva pe Sarp.
- Damla Colbay⁠(d) ca Eylem Aydın: [9]

O fotojurnalistă, prietena din copilărie și vecina lui Sarp și Umut. Nu este foarte apropiată de părinții ei, din cauza faptului că aceștia o tratează mai degrabă ca pe o prietenă decât ca pe o fiică. Îi iubește pe Füsun și Sarp ca și cum ar fi adevărata ei familie și este foarte devotată celor doi. Ea se îndrăgostește de Mert fără să fie conștientă de faptul că el este Umut sau de legătura lui cu Celal.
- Rıza Kocaoğlu⁠(d) ca Davut: [10]

Unul dintre cei mai de încredere bărbați ai lui Celal, Davut este, la începutul serialului, singura persoană din grupul lui Celal a cărei față și al cărui nume nu sunt cunoscute de poliție. El este total devotat lui Celal, respectându-i ordinele fără ezitare și este obsedat de Melek până la punctul de a umple un dulap cu instantanee de-ale ei. Îl displace imediat pe Sarp.
- Yıldıray Șahinler ca Hasan Alyanak:

Un membru al mafiei cu legături strânse cu Celal. Îl întâlnește pe Sarp în închisoare și îl prezintă grupului. Prioritatea lui principală este supraviețuirea, iar loialitatea lui este doar față de el însuși, motiv pentru care continuă să facă alianțe cu diverși inamici ai lui Celal, iar apoi îi trădează de îndată ce lucrurile nu merg așa cum era de așteptat.
- Nebil Sayın ca Coșkun: [11]

Un fost asociat al lui Celal și bărbatul care l-a răpit pe Umut. Coșkun este în cele din urmă trădat de Celal, care încearcă să-l omoare. El supraviețuiește și reapare ani mai târziu, hotărât să-l distrugă pe Celal și să-i dezvăluie secretele.
- Gözde Kansu⁠(d) ca Yeșim Duman: [12]

Soția lui Celal și mama copilului său mai mic, Mustafa. Ea ignoră activitățile ilegale ale soțului ei. Ea este suspicioasă față de Melek și relația ei cu Celal, crezând că Celal este mult prea atașat de tânăra avocată. Ea poate fi, de asemenea, manipulatoare uneori, deși nu la fel de mult ca Celal. Își iubește mult fiul și se pune de bunăvoie în pericol de mai multe ori de dragul lui.
- Uğur Yücel⁠(d) ca Kudret Sönmez Tek: [13]

Un fost prieten al lui Celal, care era îndrăgostit de sora lui Celal, Nermin. Nermin s-a sinucis, iar ambii bărbați și-au dat vina unul pe altul pentru tragedie. Cea mai mare dorință a lui Kudret este să se răzbune pe bărbatul pe care îl consideră responsabil pentru ruinarea vieții sale, iar el complotează constant în această direcție, răpindu-i la un moment dat chiar și pe Mustafa și Melek pentru a-l chinui pe Celal. Are un mare respect pentru Füsun, mama lui Sarp, deoarece ea a fost cea mai bună prietenă a lui Nermin.
- Seyithan Özdemir ca Minik:

Unul dintre oamenii de încredere ai lui Celal. Este mâna dreaptă a lui Celal și își petrece cea mai mare parte a timpului făcând lucruri pentru el.
- Ilber Uygar Kaboglu ca Mustafa Duman:

Fiul lui Celal și Yeșim și, de asemenea, fratele adoptiv mai mic al lui Mert și Melek de care este foarte apropiat. El și sora lui sunt răpiți de Kudret, iar Melek se oferă să-și sacrifice viața în locul fratelui ei, dar amândoi sunt în cele din urmă salvați.

## Calendar de difuzare
| Sezon     | Ziua și ora proiecției | Primul episod al sezonului | Finala        | Numărul de episoade filmate | Intervalul de episoade | Anul sezonului | canal TV |
| --------- | ---------------------- | -------------------------- | ------------- | --------------------------- | ---------------------- | -------------- | -------- |
| Sezonul 1 | Luni ora 20:00         | 19 septembrie 2016         | 19 iunie 2017 | 39                          | 1–39                   | 2016–2017      | Show TV  |

## Lista de episoade

### Sezonul 1 (2016-2017)
| Nr. | Titlu | Regizat de     | Scris de                                       | Data difuzării     | Turcia telespectatori (milioane) |
| --- | ----- | -------------- | ---------------------------------------------- | ------------------ | -------------------------------- |
| 1   |       | Uluc Bayraktar | Ertan Kurtulan, Toprak Karaoglu                | 19 septembrie 2016 | 4,09                             |
| 2   |       | Uluc Bayraktar | Ertan Kurtulan, Toprak Karaoglu                | 26 septembrie 2016 | 6,76                             |
| 3   |       | Uluc Bayraktar | Ertan Kurtulan, Toprak Karaoglu                | 3 octombrie 2016   | 7,1                              |
| 4   |       | Uluc Bayraktar | Ertan Kurtulan, Toprak Karaoglu                | 10 octombrie 2016  | 7,48                             |
| 5   |       | Uluc Bayraktar | Ertan Kurtulan, Toprak Karaoglu                | 17 octombrie 2016  | 7,13                             |
| 6   |       | Uluc Bayraktar | Ertan Kurtulan, Toprak Karaoglu                | 24 octombrie 2016  | 7,95                             |
| 7   |       | Uluc Bayraktar | Ertan Kurtulan, Toprak Karaoglu                | 31 octombrie 2016  | 8,09                             |
| 8   |       | Uluc Bayraktar | Ertan Kurtulan, Toprak Karaoglu                | 7 noiembrie 2016   | 8,66                             |
| 9   |       | Uluc Bayraktar | Ertan Kurtulan, Toprak Karaoglu                | 14 noiembrie 2016  | 9,58                             |
| 10  |       | Uluc Bayraktar | Ertan Kurtulan, Toprak Karaoglu                | 21 noiembrie 2016  | 10,58                            |
| 11  |       | Uluc Bayraktar | Ertan Kurtulan, Toprak Karaoglu                | 28 noiembrie 2016  | 10,04                            |
| 12  |       | Uluc Bayraktar | Ertan Kurtulan, Toprak Karaoglu                | 5 decembrie 2016   | 10,04                            |
| 13  |       | Uluc Bayraktar | Ertan Kurtulan, Toprak Karaoglu                | 12 decembrie 2016  | 9,78                             |
| 14  |       | Uluc Bayraktar | Ertan Kurtulan, Toprak Karaoglu                | 19 decembrie 2016  | 10,1                             |
| 15  |       | Uluc Bayraktar | Ertan Kurtulan, Toprak Karaoglu                | 26 decembrie 2016  | 10,41                            |
| 16  |       | Uluc Bayraktar | Ertan Kurtulan, Toprak Karaoglu                | 9 ianuarie 2017    | 9,91                             |
| 17  |       | Uluc Bayraktar | Ertan Kurtulan, Toprak Karaoglu                | 16 ianuarie 2017   | 10,44                            |
| 18  |       | Uluc Bayraktar | Ertan Kurtulan, Toprak Karaoglu                | 23 ianuarie 2017   | 9,11                             |
| 19  |       | Uluc Bayraktar | Ertan Kurtulan, Toprak Karaoglu                | 30 ianuarie 2017   | 9,12                             |
| 20  |       | Uluc Bayraktar | Ertan Kurtulan, Toprak Karaoglu                | 6 februarie 2017   | 9,58                             |
| 21  |       | Uluc Bayraktar | Ertan Kurtulan, Toprak Karaoglu                | 13 februarie 2017  | 9,58                             |
| 22  |       | Uluc Bayraktar | Ertan Kurtulan, Toprak Karaoglu, Volkan Sümbül | 20 februarie 2017  | 9,34                             |
| 23  |       | Uluc Bayraktar | Ertan Kurtulan, Toprak Karaoglu, Volkan Sümbül | 27 februarie 2017  | 8,6                              |
| 24  |       | Uluc Bayraktar | Ertan Kurtulan, Toprak Karaoglu, Volkan Sümbül | 6 martie 2017      | 9,36                             |
| 25  |       | Uluc Bayraktar | Ertan Kurtulan, Toprak Karaoglu, Volkan Sümbül | 13 martie 2017     | 9,35                             |
| 26  |       | Uluc Bayraktar | Ertan Kurtulan, Toprak Karaoglu, Volkan Sümbül | 20 martie 2017     | 9,38                             |
| 27  |       | Uluc Bayraktar | Ertan Kurtulan, Toprak Karaoglu, Volkan Sümbül | 27 martie 2017     | 7,44                             |
| 28  |       | Uluc Bayraktar | Ertan Kurtulan, Toprak Karaoglu, Volkan Sümbül | 3 aprilie 2017     | 8,51                             |
| 29  |       | Uluc Bayraktar | Ertan Kurtulan, Toprak Karaoglu, Volkan Sümbül | 10 aprilie 2017    | 7,28                             |
| 30  |       | Uluc Bayraktar | Ertan Kurtulan, Toprak Karaoglu, Volkan Sümbül | 17 aprilie 2017    | 7,59                             |
| 31  |       | Uluc Bayraktar | Ertan Kurtulan, Toprak Karaoglu, Volkan Sümbül | 24 aprilie 2017    | 8,02                             |
| 32  |       | Uluc Bayraktar | Ertan Kurtulan, Toprak Karaoglu, Volkan Sümbül | 1 mai 2017         | 7,32                             |
| 33  |       | Uluc Bayraktar | Ertan Kurtulan, Toprak Karaoglu, Volkan Sümbül | 8 mai 2017         | 7,09                             |
| 34  |       | Uluc Bayraktar | Ertan Kurtulan, Toprak Karaoglu, Volkan Sümbül | 15 mai 2017        | 7                                |
| 35  |       | Uluc Bayraktar | Ertan Kurtulan, Toprak Karaoglu, Volkan Sümbül | 22 mai 2017        | 8,41                             |
| 36  |       | Uluc Bayraktar | Ertan Kurtulan, Toprak Karaoglu, Volkan Sümbül | 29 mai 2017        | 9,2                              |
| 37  |       | Uluc Bayraktar | Ertan Kurtulan, Toprak Karaoglu, Volkan Sümbül | 5 iunie 2017       | 8,29                             |
| 38  |       | Uluc Bayraktar | Ertan Kurtulan, Toprak Karaoglu, Volkan Sümbül | 12 iunie 2017      | 7,59                             |
| 39  |       | Uluc Bayraktar | Ertan Kurtulan, Toprak Karaoglu, Volkan Sümbül | 19 iunie 2017      | 8,76                             |

## Melodii
| Nu. | Titlu                               | Durată |
| --- | ----------------------------------- | ------ |
| 1.  | „Singur ( Erkin Koray )”            |        |
| 2.  | „Fiica lui Nemrud ( Kazani Bedih )” |        |